# Скляренко Лідія Андріївна
Лідія Андріївна Скляренко (нар. 1 вересня 1944) — українська радянська діячка, старша пташниця Маріупольської птахофабрики Волноваського району Донецької області. Депутат Верховної Ради СРСР 8—9-го скликань.

## Біографія
Народилася в селянській родині. Освіта середня.
З 1962 по 1970 рік працювала дояркою.
З 1970 року — старша пташниця Маріупольської птахофабрики тресту «Донецькптахопром» Волноваського району Донецької області.
Потім — на пенсії в Донецькій області.

## Нагороди
- орден Трудового Червоного Прапора
- медаль «За доблесну працю. В ознаменування 100-річчя з дня народження Володимира Ілліча Леніна» (1970)
- медалі